# Hollywood (Africa)
"Hollywood (Africa)" är en låt av Red Hot Chili Peppers från deras album Freaky Styley som släpptes 1985. Det är det andra spåret på albumet och den släpptes som singel 1985.
Låten är en cover av The Meters låt "Africa", från deras album "Rejuvenation".

## Hollywood (Africa) singel
7" singel (1985)
1. "Hollywood (Africa) (Album)"
2. "Nevermind (Album)"

12" singel (1985)
1. "Hollywood (Africa) (Förlängd Dansmix)"
2. "Hollywood (Africa) (Dub Mix)"
3. "Nevermind (Album)"

Artikeln är, helt eller delvis, en översättning av motsvarande arikel på en:wikipedia.